# Le Fils improvisé
Pour plus de détails, voir Fiche technique et Distribution.
Le Fils improvisé est un film français réalisé par René Guissart, sorti  en 1932.

## Fiche technique
- Titre : Le Fils improvisé
- Réalisateur : René Guissart
- Scénario : Henri Falk
- Photographie : Ted Pahle
- Musique : René Sylviano
- Montage : Jean Delannoy
- Société de production : Studios Paramount
- Pays d'origine :  France
- Durée : 84 minutes
- Date de sortie : France - 18 novembre 1932

## Distribution
- Saturnin Fabre : M. Brassart
- Baron fils : Léon le Bélier
- Florelle : Maud
- Fernand Gravey : Fernand Brassart
- Jackie Monnier : Fanny
- Edmond Roze : le baron Brick
- Christiane Dor : Noémie
- Christian-Gérard
- Lucien Brûlé